# Tratado de Constantinopla (1782)
El tratado de Constantinopla del 14 de septiembre de 1782 fue un acuerdo de paz, amistad y comercio firmado por el Gobierno de España y la Sublime Puerta del Imperio otomano (actualmente Turquía). Las principales cláusulas contenidas en él fueron:
- Comercio libre entre ambos países. Pago del 3% de aranceles.
- Los ciudadanos españoles no podrían ser encarcelados en territorio turco, sino entregados a las autoridades españolas.
- La Puerta establecería un procurador en Alicante para la asistencia de los ciudadanos otomanos.
- La Puerta otomana intercedería para que España pudiera firmar las paces con las regencias berberiscas de Argel, Túnez y Trípoli.
- Los navíos de ambos países firmantes hallarían acogida en los puertos de la otra ante ataques enemigos.